# خانواده رضایت
خانواده رضایت یک مجموعه تلویزیونی محصول سال ۱۳۷۵ به کارگردانی حمید امجد و مازیار میری، نویسندگی حمید امجد و تهیه‌کنندگی وحید نیکخواه آزاد می‌باشد که از شبکه ۵ پخش شد.

## بازیگران
- آتیلا پسیانی
- رضا کیانیان
- بهروز بقایی
- جمشید اسماعیل‌خانی
- رضا بابک
- احمد آقالو
- رضا فیاضی
- مهتاج نجومی
- فاطمه نقوی
- ایمان حسینی
- محسن شیرین‌زاده
- فرزاد اسماعیلیان
- حمید امجد
- جمیله شیخی
- افسون افشار
- پرستو گلستانی